# The Loco-Motion
У 1974 році американський хард-рок гурт Grand Funk Railroad несподівано захопив хіт-паради зі своєю версією давно відомої танцювальної пісні «The Loco-Motion». Хоча цей трек уперше прославився ще на початку 60-х у виконанні Літтл Іви, саме інтерпретація Grand Funk зробила його символом абсолютно іншої доби — епохи стадіонного року, важкого груву і моторного саунду.

## Від ритм-енд-блюзу до хард-року
Пісня «The Loco-Motion» народилася в 1962 році з-під пера авторського дуету Джеррі Ґоффіна та Керол Кінг, ставши дебютним (і одразу хітовим) синглом своєї няні — Літтл Іви. Її оригінальна версія була типовим зразком раннього дівочого попу з ритм-енд-блюзовим корінням: весела, ритмічна, з яскравим вокалом та простими інструкціями для танцю.

Та коли за пісню взялися Grand Funk Railroad, все змінилося. У їхніх руках «The Loco-Motion» стала важкою, роковою машиною. У ній вже не йшлося про легкий танець — тепер це був локомотив, що мчить по рейках арени, живиться енергією натовпу і розгойдує стіни стадіонів. Джеррі Гоффін, один з її авторів, високо оцінив нову інтерпретацію свого доробку. В інтерв’ю «Rolling Stone» він назвав версію гурту Grand Funk «гарним подарунком», зазначивши, що 
|  | це звучить трохи дивно в їх виконанні, але не залишає жодних сумніві, чому це подобається підліткам |

Що до оригінальної виконавиці пісні, Літтл Іви, то учасники гурту намагалися вийти з нею на зв’язок. Марк Фарнер розповідав, що вони хотіли дізнатися її думку, однак не змогли її знайти.

## Нове народження
Записаний на лейблі Capitol Records, сингл вийшов у 1974 році як частина альбому Shinin' On. Продюсував його Тодд Рандґрен, котрий уже мав досвід перетворення грубих рифів на радіоформатні бомби. Він забезпечив пісні глянцевий, але потужний звук: гітари ревуть, ударні котяться наче колеса по металу, а вокал Марка Фарнера — прямий, драйвовий і безжальний.
Сингл супроводжувався B-сайдом — піснею «Destitute & Losin’», яка, хоч і не здобула такої ж слави, підкреслює ширину палітри гурту того періоду: від енергії каверів до авторських балад із соціальним підтекстом.

## Як виникла ідея каверу
Як розповідав барабанщик Дон Брюер, ідея записати The Loco-Motion з’явилася абсолютно спонтанно, коли гурт уже майже завершив роботу над альбомом Shinin’ On. Одного разу вокаліст Марк Фарнер увійшов до студії і пританцьовуючи, просто жартома, почав наспівувати перші рядки оригінальної пісні: 
|  | Everybody’s doing a brand new dance now |

Це була просто грайлива імпровізація, але вона надихнула всю групу. Продюсер Тодд Рандґрен запропонував оформити пісню в дусі «Barbara Ann» від Beach Boys — з ефектом великої вечірки, плесканням у долоні та напластуванням вокальних партій. Він також застосував нестандартні студійні трюки: пропустив гітарне соло Фарнера через ехоплекс, створивши незвичний ефект. Рандґрен підкрутив звук, зробив його масивним, і пісня заграла як гімн радості й рок-н-рольного безумства. 
Учасники гурту не надто серйозно сприймали роботу над The Loco-Motion. Проте кавер вдало вписався у тематику альбому, бо гурт давно експлуатував залізничну тему, яка символізувала їх рух уперед. Дон Брюер пізніше зауважив, що усі вони прониклись цим відчуттям: тільки так кавер міг вирости зі студійного жарту й стати хітом №1.

## Комерційний успіх
Версія Grand Funk Railroad стала справжнім тріумфом: вона піднялася на перше місце Billboard Hot 100 у квітні 1974 року і протрималася там два тижні. Це був другий (і останній) номер один гурту після «We’re an American Band» у 1973 році. Пісня також стала платиновою, і з роками її часто згадують як один із найяскравіших прикладів успішного рок-кавера, що затьмарив оригінал у популярності.
Цікаво, що пісня The Loco-Motion через дванадцять років після її успіху у Літтл Іви посіла перше місце в чартах США. Це був лише другий випадок такого тріумфу в історії у двох різних виконавців. До цього такой честі удостоївся хіт Джеррі Ґоффіна та Керол Кінг під назвою «Go Away Little Girl», які стали першими і поки що єдиними авторами, чиї дві пісні двічі підіймались на вершину чарту Billboard Hot 100 у виконанні різних артистів.

## Критика і сприйняття
На хвилі популярності пісня отримала різні оцінки. Критики, що вважали Grand Funk занадто прямолінійними, звинувачували їх у спрощенні класики. Але публіка говорила своє: натовпи співали хором, стрибали в ритм, і самі ставали частиною «локомоушн». Для багатьох це була не просто пісня — це був стан, вибух енергії, доступний кожному.
Ця версія стала ідеальною візитівкою для гурту, що у 70-х роках став уособленням робітничого, брудного, чесного американського року. Вона також нагадала, що старі хіти можуть знаходити нове життя в новому звучанні — якщо вкласти в них серце, драйв і трішки бензину.
«The Loco-Motion» у виконанні Grand Funk Railroad — це не просто кавер. Це приклад того, як з простої мелодії можна створити роковий гімн, який змусить рухатись навіть той, хто не знає, як танцювати.

## Версія Кайлі Міноуг
У 1987 році австралійська співачка Кайлі Міноуг випустила власну версію пісні The Loco-Motion, яка стала її дебютним синглом. Спочатку пісню було записано для благодійного заходу, але згодом її перезаписали у продюсерському тріо Stock Aitken Waterman, і вона набула міжнародного успіху. Сингл очолив хіт-паради в Австралії, посів третє місце у Великій Британії та став хітом у США, діставшись до третьої позиції в Billboard Hot 100 у 1988 році. Танцювальне звучання треку принесло пісні друге народження, зробивши її одним із найуспішніших каверів 1980-х років.

## В інших медіа
Пісня The Loco-Motion згадується в романі Еллен Ейрґуд (Ellen Airgood) «На південь від Верхнього озера»:
Меделін увімкнула радіо в розетку… Щойно взялася до справи, як зазвучала пісня Grand Funk Railroad — «The Loco-Motion». Це була одна з її найулюбленіших дитячих пісень, така, що одразу дарує гарний настрій. Вона виразно уявила, як вони з Еммі співали її разом, щойно вона лунала, танцюючи «Loco-Motion» по всій квартирі. Вона зробила гучність максимальною — все одно ж була сама, правда? ніхто ж не побачить і не дізнається? — і почала крутитися по кімнаті, почуваючи себе безглуздо щасливою.